# Cowley (Wyoming)
Cowley è un centro abitato (town) degli Stati Uniti d'America, situato nella Contea di Big Horn dello Stato del Wyoming. Nel censimento del 2000 la popolazione era di 560 abitanti.

## Geografia fisica
Secondo i rilevamenti dell'United States Census Bureau, la località di Cowley si estende su una superficie di 1,8 km², tutti occupati da terre.

## Popolazione
Secondo il censimento del 2000, a Cowley vivevano 560 persone, ed erano presenti 160 gruppi familiari. La densità di popolazione era di 309 ab./km². Nel territorio comunale si trovavano 233 unità edificate. Per quanto riguarda la composizione etnica degli abitanti, il 97,32% era bianco, lo 0,18% proveniva dall'Asia, il 2,14% apparteneva a due o più razze e lo 0,36% a due o più. La popolazione di ogni razza ispanica corrispondeva al 3,39% degli abitanti.
Per quanto riguarda la suddivisione della popolazione in fasce d'età, il 31,1% era al di sotto dei 18, il 9,9% fra i 18 e i 24, il 24,5% fra i 25 e i 44, il 22,1% fra i 45 e i 64, mentre infine il 13,0% era al di sopra dei 65 anni di età. L'età media della popolazione era di 34 anni. Per ogni 100 donne residenti vivevano 97,9 maschi.